# Monsieur Prokhartchine
Monsieur Prokhartchine (Господин Прохарчин) est une nouvelle de l'écrivain russe Fiodor Dostoïevski écrite en 1846 et parue dans Les Annales de la Patrie en octobre 1846, t. XLVIII.

## Les personnages
- Simon Ivanovitch Prokhartchine : petit fonctionnaire
- Justine Fiodorovna : la logeuse
- Marc Ivanovitch : le plus âgé des locataires, autorité morale
- Zinovïï Prokofiévitch : un colocataire
- Zimoviéïkine : ivrogne notoire
- Yaroslav Ilyitch : commissaire de police

## Résumé
Monsieur Simon Ivanovitch Prokhartchine est un petit fonctionnaire âgé qui sous-loue un coin dans l’appartement de Justine Fioforovna depuis peut-être une vingtaine d’années.
Il y a depuis peu une dizaine de jeunes locataires, mais Prokhartchine, habitué à sa solitude, ne sympathise guère ; il ne leur prête rien et d’ailleurs dépense le minimum pour ses repas à la table commune ainsi que pour le nettoyage de son linge.
Quand le facétieux Zinovïï Prokofiévitch laisse entendre qu’il y aurait peut-être de l’argent dans le coffre que monsieur Prokhartchine cache sous son lit, ce dernier, à la surprise de tous, entre dans de longues explications sur sa modeste condition et sur les cinq roubles qu’il envoie chaque mois à sa belle-sœur dans le besoin. Il va jusque maudire le provocateur. 
Intrigués par son comportement, ses jeunes colocataires décident pour l’inquiéter de distiller lors de leurs conversations des dizaines de fausses informations sur l’évolution prochaine des exigences de l’administration envers les fonctionnaires, toutes à l’opposé du caractère de M. Prokhartchine : plus de sociabilité, l’incitation à se marier, plus de connaissances générales. Prokhartchine est pris dans un tourbillon de mauvaises nouvelles qui l’obligent à fréquenter ses collègues de travail pour avoir des informations.
Le regard de ces derniers change ; on craint pour sa santé mentale. C’est en trop pour lui, il prend son manteau et disparait.
Il réapparait trois jours plus tard à la grande satisfaction des locataires, auxquels Justine Fioforovna avait reproché les moqueries envers Prokhartchine. Il trainait en ville avec Zimoviéïkine, un ivrogne notoire. Malade, il s’alite, fait des cauchemars, délire, insulte Marc Ivanovitch, qui essaie de la raisonner. Il y a des pleurs, des regrets de la part des jeunes colocataires : on fait veiller le malade par Zimoviéïkine, mais, le matin, on le retrouve sans connaissance, il meurt quelques instants plus tard.
Un locataire appelle Yaroslav Ilyitch, le commissaire de police, qui fait fouiller les affaires du défunt. On trouve caché dans le matelas deux mille quatre cent quatre-vingt-dix-sept roubles en pièces, une fortune vu son modeste traitement.
La logeuse est en colère d’avoir eu pitié de lui pendant des années. Prokhartchine a l’air apaisé dans la mort.

## Éditions en français
- Monsieur Prokhartchine, traduit par Gustave Aucouturier, Paris, Éditions Gallimard, Bibliothèque de la Pléiade no 211, 1969 [Réédition 2006].  (ISBN 978-2-07-010179-5) (OCLC 718155573)
- Monsieur Prokhartchine, traduit par André Markowicz, Arles, Éd. Actes Sud, « Babel », 1994,  (ISBN 2-7427-0217-2)